# Chinon
Chinon je francouzská obec v departementu Indre-et-Loire v regionu Centre-Val de Loire. Leží na řece Vienne. V roce 2011 zde žilo 7 911 obyvatel. Je centrem arrondissementu Chinon.
Středověký hrad Chinon byl pevninským sídlem Jindřicha II. Plantageneta a je spojen s epizodami z dějin templářů a Johanky z Arku.
V této obci se nachází jaderná elektrárna Chinon.

## Vývoj počtu obyvatel
Počet obyvatel 